# European Extremely Large Telescope

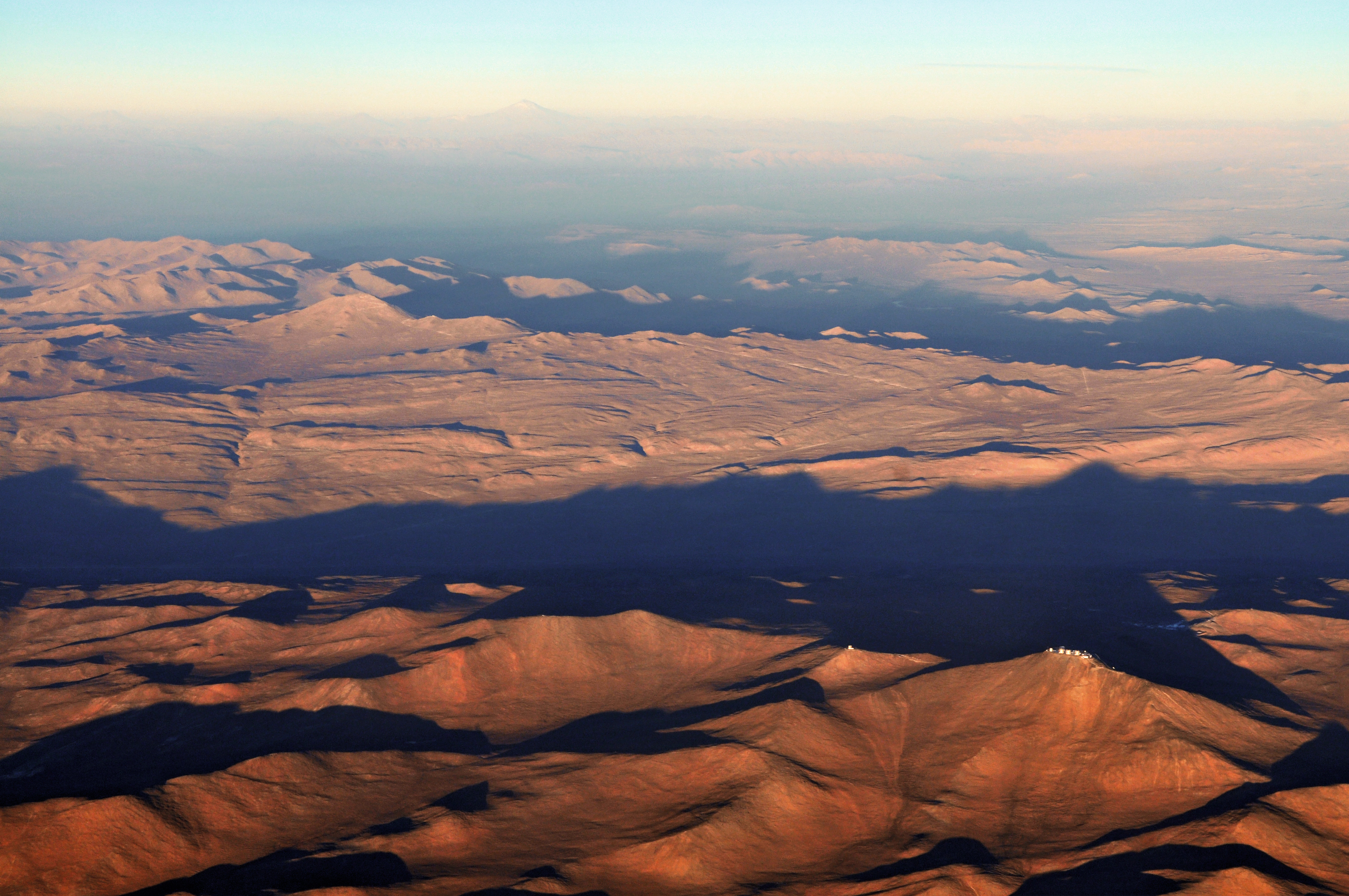
Vedere panoramică a Deșertului Atacama; vârful izolat din planul al doilea, dreapta, e Cerro Armazones.

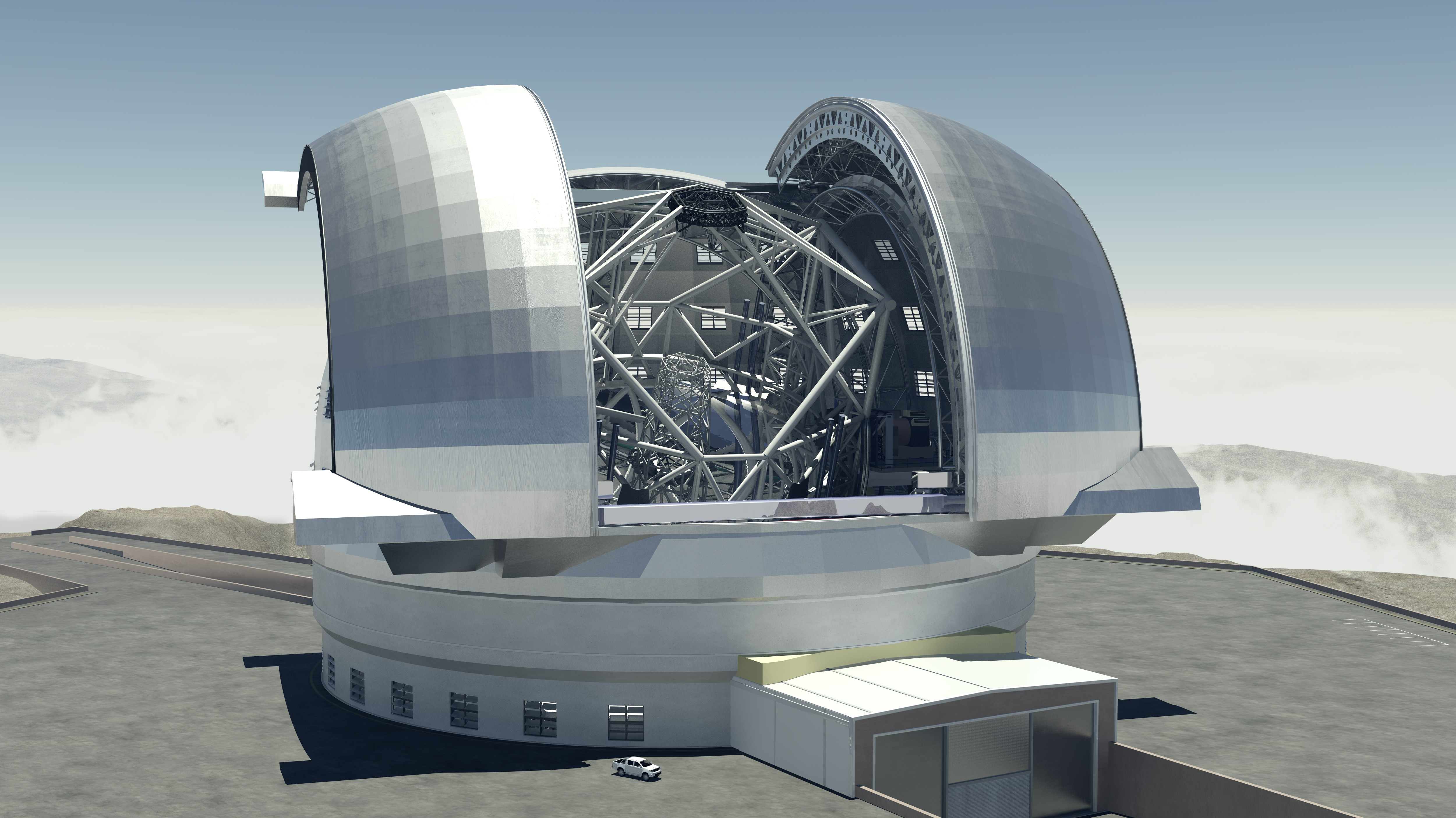
E-ELT: imagine de proiect.

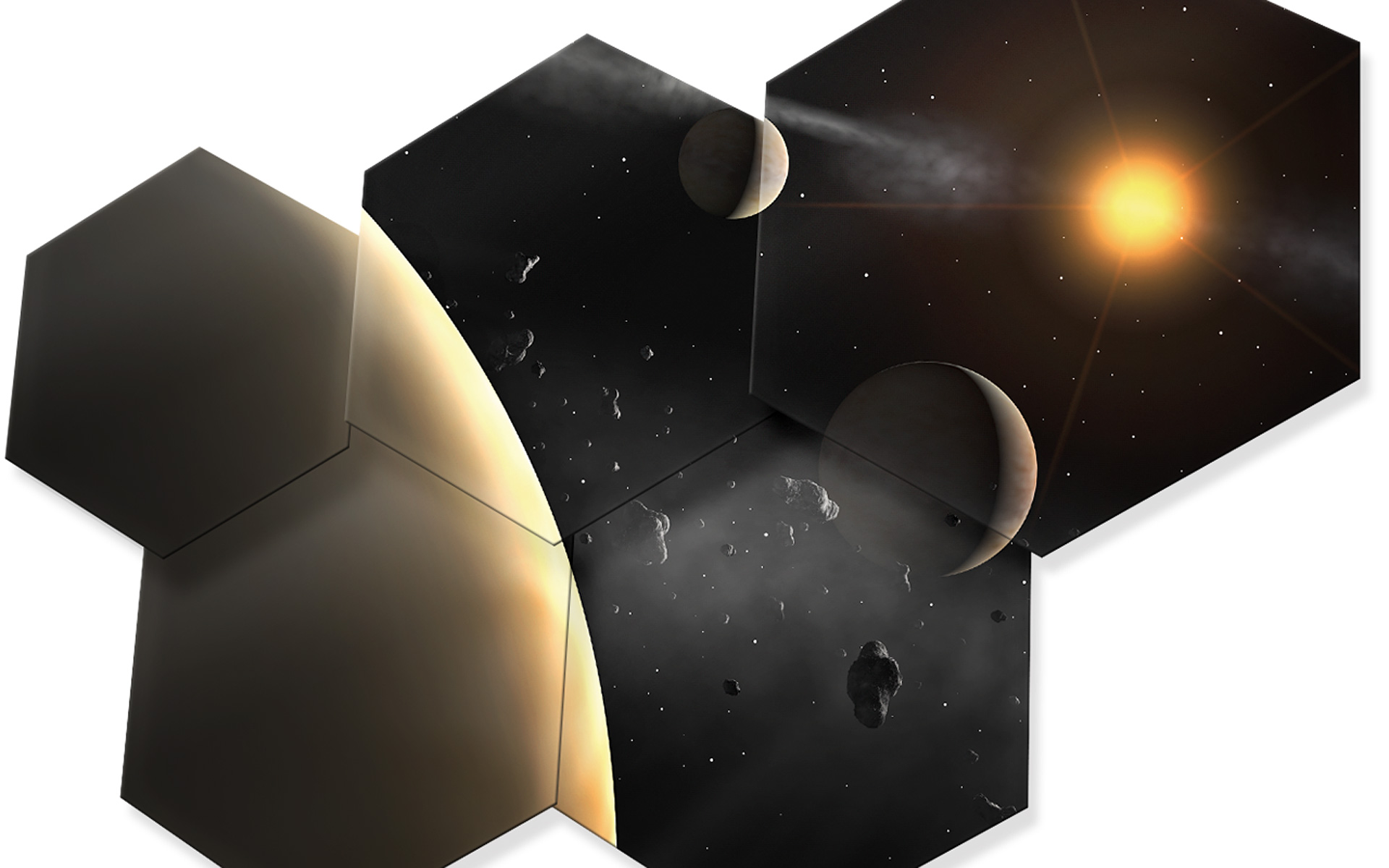
E-ELT: elementele hexagonale ale reflectorului principal.

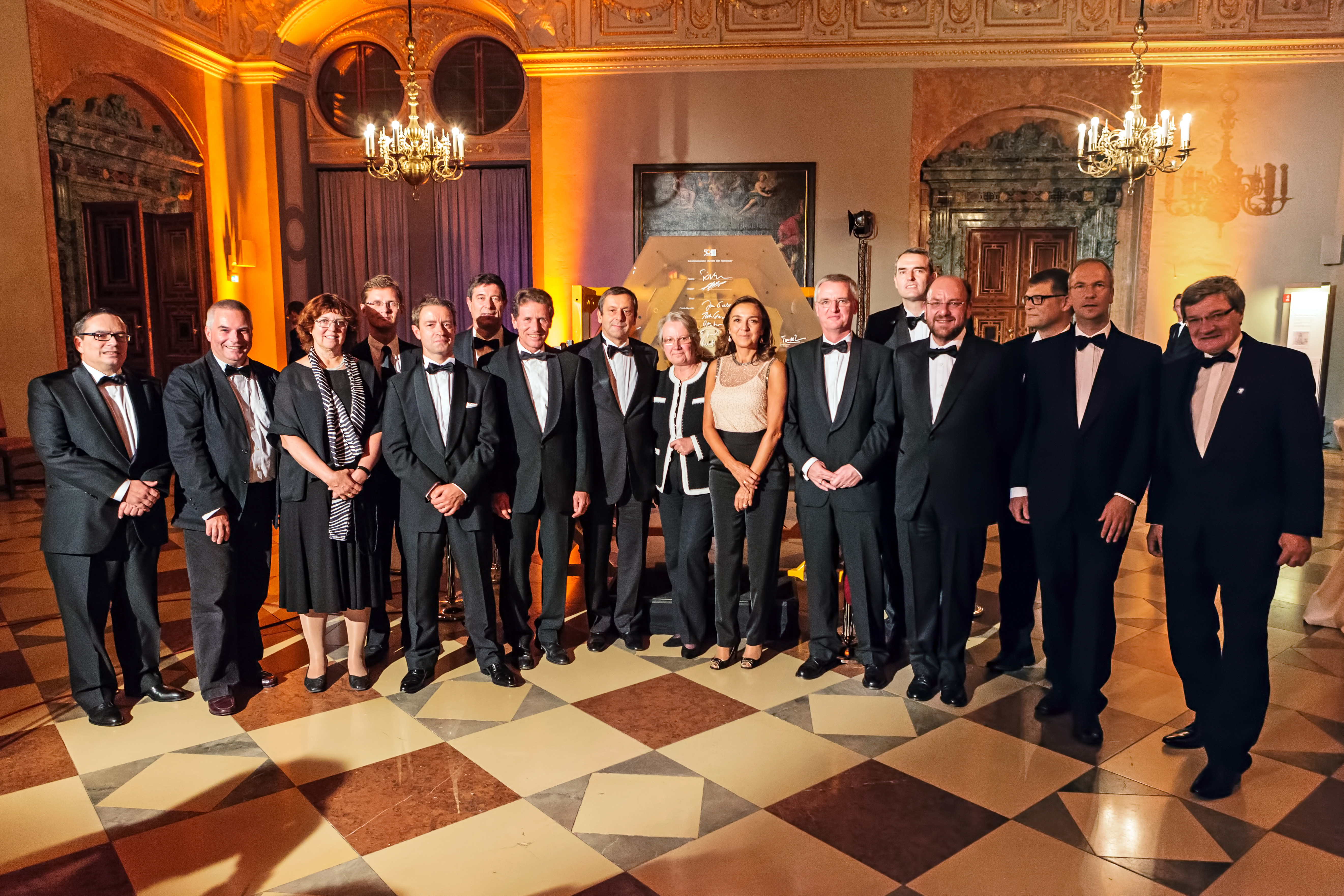
Sărbătorirea a 50 de ani ESO: reprezentanții statelor membre au semnat un segment din prototipul oglinzii E-ELT.

European Extremely Large Telescope, prescurtat E-ELT (în română: Telescopul European Extrem de Mare), este proiectul unui telescop terestru gigantic, care urmează să devină telescopul optic și în infraroșul apropiat, de generație următoare, al organizației European Southern Observatory (ESO). Amplasamentul ales se află la altitudinea de 3.060 m, pe vârful muntelui Cerro Armazones, în Deșertul Atacama din Chile.
Cu o masă de 5.200 t și o oglindă reflectoare principală cu diametru de 39,3 m construită din 798 de elemente hexagonale, telescopul va permite observarea fazelor inițiale ale sistemelor planetare și detectarea apei și a moleculelor organice în discurile protoplanetare din jurul stelelor în devenire. 
Primele lucrări au început, oficial, la 19 iunie 2014; la 4 decembrie 2014 Consiliul ESO a dat aprobarea finală pentru construcția telescopului.

## Legăturiexterne
Ultimele știri din presa românească despre „European Extremely Large Telescope” la Newskeeper